# Serra de Ripoll
La Serra de Ripoll és una serra situada al municipi de Sitges (Garraf), amb una elevació màxima de 534 metres.